# Hispano-Suiza J12
Hispano-Suiza J12 — автомобиль класса люкс испанской компании Hispano-Suiza, производившийся с 1931 по 1938 год. Это был самый большой и самый дорогой автомобиль фирмы. Он стал преемником Hispano-Suiza H6.

## Описание
В начале 1930-х годов наступила эра многоцилиндровых двигателей, и Марк Биркигт — талантливый конструктор и основатель компании — основательно занялся производством таких моторов. На Парижском автосалоне публике была представлена модель J12. Такой индекс был выбран из-за 12-цилиндрового силового агрегата, который представлял собой слегка видоизменённый авиационный мотор: два рядных двигателя соединили в виде буквы V под углом 60°. Мощность составляла 220 л. с. при 3000 оборотах. Объём был весьма большим: 9424 см³, по этому показателю и по крутящему моменту Hispano-Suiza уступал только Bugatti Type 41 Royale. Две машины были оснащены двигателями в 11,3 л мощностью 250 л. с., несколько J12 также позже получили более крупные двигатели. Каждый блок двигателя весил 318 кг.
Остальная техническая начинка тоже была на высоком уровне: один распределительный вал в развале цилиндрового блока, привод на клапаны — через толкатели. Все электрические цепи были продублированы: два распределителя и четыре катушки зажигания, две свечи на каждый цилиндр и два 12-вольтовых аккумулятора. Кроме того, имелись автоматический термостат, размещённый в топливном баке бензонасос, КПП с синхронизаторами, усиленные тормоза (тормозной путь при скорости 50 км/ч составлял всего восемь метров). Конечный продукт разгонялся до 170 км/ч (весьма быстро по меркам 1932 года), а расход топлива достигал 35 литров на 100 км.
Чтобы продемонстрировать высокое качество проектирования и надёжность J12, один автомобиль проехал из Парижа в Ниццу и обратно, без замены масла и воды. Монета, установленная ребром на капот, не падала при работающем двигателе. Были доступны четыре варианта шасси: с колёсной базой 3420, 3710, 3810 и 4010 мм. Стоимость этой самоходной установки (без кузова) составляла 10150 долларов, а кузов примерно за такую же сумму изготавливали множество мастерских, покупатели должны были договариваться с ателье сами. В 1938 году Hispano-Suiza прекратила выпуск автомобилей, чтобы сконцентрироваться на производстве авиационных двигателей.